# Iota de l'Altar
Iota de l'Altar (ι Arae) és una estrella de la constel·lació de l'Altar. Està aproximadament a 720 anys llum de la Terra. És una estrella blava-blanca del tipus B de la magnitud aparent +5,21. Està classificada com una variable del tipus Gamma Cassiopeiae amb un esclat que varia des de +5,18 fins a +5,26.